# Caniles
Caniles là một đô thị trong tỉnh Granada, Tây Ban Nha. Theo điều tra dân số 2005 (INE), đô thị này có dân số là 4849 người.
37°26′B 2°43′T / 37,433°B 2,717°T